# Norion expansus
Norion expansus är en kräftdjursart som beskrevs av von Nordmann 1864. Norion expansus ingår i släktet Norion och familjen Lernanthropidae. Inga underarter finns listade i Catalogue of Life.